# Leptotes vellozicola
Leptotes vellozicola är en orkidéart som beskrevs av Van den Berg, E.C.Smidt och Sidney Marçal de Oliveira. Leptotes vellozicola ingår i släktet Leptotes och familjen orkidéer. Inga underarter finns listade i Catalogue of Life.